# XIIe législature d'Espagne
La XIIe législature d'Espagne (en espagnol : xii legislatura de España) est un cycle parlementaire des Cortes Generales, ouvert le 19 juillet 2016, à la suite des élections générales anticipées du 26 juin 2016, et clos le 5 mars 2019. Elle est précédée par la XIe législature.
La session solennelle d'ouverture de la législature a lieu le 17 novembre 2016 sous la présidence du roi Felipe VI.
L'impossibilité de former un gouvernement tout au long des quatre mois de la législature antérieure a provoqué la dissolution anticipée des chambres et la convocation de nouvelles élections pour le 26 juin, conformément à ce qui est prévu à l'article 99.5 de la Constitution.

## Bureaux des assemblées

### Congrès des députés
| Poste                     | Titulaire              | Parti | Parti   | Circonscription |
| ------------------------- | ---------------------- | ----- | ------- | --------------- |
| Présidente                | Ana Pastor             |       | PP      | Pontevedra      |
| Premier vice-président    | Ignacio Prendes        |       | Cs      | Asturies        |
| Deuxième vice-présidente  | Micaela Navarro        |       | PSOE    | Jaén            |
| Troisième vice-présidente | Rosa Romero Sánchez    |       | PP      | Ciudad Real     |
| Quatrième vice-présidente | Gloria Elizo           |       | Podemos | Tolède          |
| Première secrétaire       | Alicia Sánchez-Camacho |       | PP      | Barcelone       |
| Deuxième secrétaire       | Juan Luis Gordo Pérez  |       | PSOE    | Ségovie         |
| Troisième secrétaire      | Marcelo Expósito       |       | BeC     | Barcelone       |
| Quatrième secrétaire      | Patricia Reyes         |       | Cs      | Madrid          |

### Sénat
| Poste                   | Titulaire                   | Parti | Parti | Circonscription        |
| ----------------------- | --------------------------- | ----- | ----- | ---------------------- |
| Président               | Pío García-Escudero         |       | PP    | Madrid                 |
| Premier vice-président  | Pedro Sanz                  |       | PP    | La Rioja               |
| Deuxième vice-président | Joan Lerma                  |       | PSOE  | Communauté valencienne |
| Premier secrétaire      | Luis Aznar Fernández        |       | PP    | León                   |
| Deuxième secrétaire     | Adela Pedrosa               |       | PP    | Alicante               |
| Troisième secrétaire    | María Eugenia Iparragirre   |       | PNV   | Guipuscoa              |
| Quatrième secrétaire    | Juan Carlos Raffo Camarillo |       | PSOE  | Séville                |

## Groupes parlementaires

### Congrès des députés
| Nom | Nom | Début | Fin | Porte-parole        |
| --- | --- | ----- | --- | ------------------- |
|     | Populaire Grupo Parlamentario Popular en el Congreso                                                                            | 134   | 134 | Dolors Montserrat   |
|     | Socialiste Grupo Parlamentario Socialista                                                                                       | 84    | 84  | Adriana Lastra      |
|     | Confédéral de Unidos Podemos - En Comú Podem-En Marea Grupo Parlamentario Confederal de Unidos podemos - En Comú Podem-En Marea | 67    | 67  | Irene Montero       |
|     | Ciudadanos Grupo Parlamentario de Ciudadanos                                                                                    | 32    | 32  | Juan Carlos Girauta |
|     | Gauche républicaine Grupo Parlamentario de Esquerra Republicana                                                                 | 9     | 9   | Joan Tardà          |
|     | Basque Grupo Parlamentario Vasco (EAJ-PNV)                                                                                      | 5     | 5   | Aitor Esteban       |
|     | Mixte Grupo Parlamentario mixto                                                                                                 | 19    | 19  | Poste tournant      |

### Sénat
| Nom | Nom                                                                                                   | Début | Fin | Porte-parole        |
| --- | --- | ----- | --- | ------------------- |
|     | Populaire au Sénat Grupo Parlamentario Popular en el Senado                                           | 148   | 147 | Ignacio Cosidó      |
|     | Socialiste Grupo Parlamentario Socialista                                                             | 62    | 60  | Andrés Gil García   |
|     | Unidos Podemos-En Comú-Compromís-En Marea Grupo Parlamentario Unidos Podemos - En Comú Podem-En Marea | 21    | 20  | Ramón Espinar       |
|     | Gauche républicaine Grupo Parlamentario de Esquerra Republicana                                       | 12    | 12  | Mirella Cortès      |
|     | Basque au Sénat (EAJ/PNV) Grupo Parlamentario Vasco en el Senado (EAJ/PNV)                            | 6     | 6   | Jokin Bildarratz    |
|     | Nationaliste Grupo Parlamentario Nacionalista en el Senado                                            | 0     | 6   | Josep Lluís Cleries |
|     | Mixte Grupo Parlamentario mixto                                                                       | 17    | 15  | Poste tournant      |

## Gouvernement et opposition

### Jusqu'au2 juin 2018
| Statut            | Poste                      | Titulaire | Titulaire                                                                    |
| ----------------- | -------------------------- | --------- | ---------------------------------------------------------------------------- |
| Gouvernement : PP | Président du gouvernement  |           | Mariano Rajoy                                                                |
| Gouvernement : PP | Ministre de la Présidence  |           | Soraya Sáenz de Santamaría                                                   |
| Gouvernement : PP | Porte-parole au Congrès    |           | Rafael Hernando                                                              |
| Gouvernement : PP | Porte-parole au Sénat      |           | José Manuel Barreiro                                                         |
|                   |                            |           |                                                                              |
| Opposition : PSOE | Secrétaire général du PSOE |           | Pedro Sánchez Javier Fernández a.i. (01/10/2016) Pedro Sánchez (18/06/2017)  |
| Opposition : PSOE | Porte-parole au Congrès    |           | Antonio Hernando José Luis Ábalos (25/05/2017) Margarita Robles (20/06/2017) |
| Opposition : PSOE | Porte-parole au Sénat      |           | Óscar López Vicente Álvarez Areces (10/2016) Ander Gil (20/06/2017)          |

### À partir du2 juin 2018
| Statut              | Poste                        | Titulaire | Titulaire                                        |
| ------------------- | ---------------------------- | --------- | ------------------------------------------------ |
| Gouvernement : PSOE | Président du gouvernement    |           | Pedro Sánchez                                    |
| Gouvernement : PSOE | Ministre de la Présidence    |           | Carmen Calvo                                     |
| Gouvernement : PSOE | Porte-parole au Congrès      |           | Adriana Lastra                                   |
| Gouvernement : PSOE | Porte-parole au Sénat        |           | Andrés Gil García                                |
|                     |                              |           |                                                  |
| Opposition : PP     | Président du Parti populaire |           | Mariano Rajoy Pablo Casado (22/07/2018)          |
| Opposition : PP     | Porte-parole au Congrès      |           | Rafael Hernando Dolors Montserrat (27/07/2018)   |
| Opposition : PP     | Porte-parole au Sénat        |           | José Manuel Barreiro Ignacio Cosidó (27/07/2018) |

### Investiture
Le 30 août 2016, Mariano Rajoy, président sortant chargé de l'expédition des affaires courantes, se soumet à un premier débat d'investiture. Sa candidature est repoussée le lendemain par 170 voix pour et 180 voix contre. Un second vote le 2 septembre confirme ce résultat et l'investiture est rejetée.
Le 26 octobre, le même candidat proposé par le roi au terme de nouvelles consultations se soumet à un second débat d'investiture. Le 27 octobre, il obtient 170 voix pour et 180 voix contre lors du premier vote. Cependant, la confiance du Congrès lui est accordée lors du second vote, le 29 octobre par 170 voix pour, 111 voix contre et 68 abstentions. Seulement 349 députés prennent part au vote car le socialiste Pedro Sánchez, démissionnaire depuis le jour même, n'a pas été remplacé. Quinze députés socialistes désobéissent au mandat du Comité fédéral du PSOE et votent contre au lieu de s'abstenir. Il s'agit des députés du PSC Meritxell Batet, Manuel Cruz Rodríguez, Mercè Perea, José Zaragoza, Lídia Guinart, Marc Lamuà et Joan Ruiz i Carbonell, des députées indépendantes Zaida Cantera et Margarita Robles, et des socialistes Rocío de Frutos, Odón Elorza, Sofía Hernanz, María Luz Martínez Seijo, Pere Joan Pons et Susana Sumelzo.
Rajoy est assermenté devant le roi le 31 octobre. Il présente son nouveau gouvernement le 3 novembre. Les ministres, dont onze sont députés, prennent leurs fonctions le lendemain.

### Motions de censure
Le groupe confédéral d'Unidos Podemos annonce le 28 avril 2017 le dépôt d'une motion de censure contre le président du gouvernement. Le vote a lieu le 14 juin et se solde par un échec de la motion par 170 voix contre, 82 pour et 97 abstentions. Il s'agit de la troisième motion de censure déposée depuis 1977.
Après le verdict condamnant le Parti populaire à la responsabilité civile dans le cadre de l'affaire Gürtel, le secrétaire général du PSOE Pedro Sánchez dépose une nouvelle motion de censure le 25 mai 2018. Elle est débattue les 31 mai et 1er juin suivant.

## Commissions parlementaires

### Congrès des députés
| Commission | Président                              | Parti      | Parti       | Circonscription        |
| --- | -------------------------------------- | ---------- | ----------- | ---------------------- |
| Commissions permanentes législatives |                                        |            |             |                        |
| Commission constitutionnelle | Juan Ignacio Zoido                     | PP         |             | Séville                |
| Commission constitutionnelle | Jesús Posada (16/11/2016)              | PP         | Soria       |                        |
| Commission des Affaires étrangères | Jesús Posada                           | PP         |             | Soria                  |
| Commission des Affaires étrangères | Pilar Rojo (23/11/2016)                | PP         | Pontevedra  |                        |
| Commission des Affaires étrangères | María Dolores de Cospedal (13/09/2018) | PP         | Tolède      |                        |
| Commission des Affaires étrangères | Fátima Báñez (22/11/2018)              | PP         | Huelva      |                        |
| Commission de la Justice | Margarita Robles                       | PSOE       |             | Madrid                 |
| Commission de la Justice | Isabel Rodríguez García (20/07/2017)   | PSOE       | Ciudad Real |                        |
| Commission de la Défense | José María Barreda                     | PSOE       |             | Ciudad Real            |
| Commission des Finances et de la Fonction publique Commission des Finances (21 juin 2018)                                                         | Antonio Pradas                         | PSOE       |             | Séville                |
| Commission des Budgets | Francisco de la Torre Díaz             | Ciudadanos |             | Madrid                 |
| Commission de l'Intérieur | Rafael Merino                          | PP         |             | Cordoue                |
| Commission de l'Intérieur | Rafael Catalá (13/09/2018)             | PP         | Cuenca      |                        |
| Commission de l'Équipement | Celso Delgado                          | PP         |             | Ourense                |
| Commission de l'Éducation et des Sports Commission de l'Éducation et de la Formation professionnelle (21 juin 2018)                               | Teófila Martínez                       | PP         |             | Cadix                  |
| Commission de l'Éducation et des Sports Commission de l'Éducation et de la Formation professionnelle (21 juin 2018)                               | Íñigo Méndez de Vigo (13/09/2018)      | PP         | Palencia    |                        |
| Commission de l'Emploi et de la Sécurité sociale Commission du Travail, des Migrations et de la Sécurité sociale (21 juin 2018)                   | Alberto Montero                        | Podemos    |             | Malaga                 |
| Commission de l'Énergie, du Tourisme et du Numérique Commission de l'Industrie, du Commerce et du Tourisme (21 juin 2018)                         | Ricardo Sixto                          | IU         |             | Valence                |
| Commission de l'Agriculture, de l'Alimentation et de l'Environnement Commission de l'Agriculture, de la Pêche et de l'Alimentation (21 juin 2018) | José Ignacio Llorens                   | PP         |             | Lleida                 |
| Commission de la Politique territoriale et de la Fonction publique (27 juin 2018)                                                                 | Juan Ignacio Zoido                     | PP         |             | Séville                |
| Commission pour l'Étude du changement climatique Commission de la Transition écologique (21 juin 2018)                                            | José Juan Díaz Trillo                  | PSOE       |             | Huelva                 |
| Commission de la Culture Commission de la Culture et des Sports (21 juin 2018)                                                                    | Marta Rivera de la Cruz                | Ciudadanos |             | Madrid                 |
| Commission de l'Économie, de l'Industrie et de la Compétitivité Commission de l'Économie et des Entreprises (21 juin 2018)                        | Arturo García-Tizón                    | PP         |             | Tolède                 |
| Commission de l'Économie, de l'Industrie et de la Compétitivité Commission de l'Économie et des Entreprises (21 juin 2018)                        | Cristóbal Montoro (13/09/2018)         | PP         | Madrid      |                        |
| Commission de la Santé et des Services sociaux Commission de la Santé, de la Consommation et du Bien-être social (21 juin 2018)                   | Patxi López                            | PSOE       |             | Biscaye                |
| Commission de la Science, de l'Innovation et de l'Enseignement supérieur (27 juin 2018)                                                           | Joan Olòriz Serra                      | ERC        |             | Gérone                 |
| Commission de la Coopération internationale pour le développement                                                                                 | Elena Bastidas Bono                    | PP         |             | Valence                |
| Commission de l'Égalité | Pilar Cancela                          | PSOE       |             | La Corogne             |
| Commission pour les Politiques d'intégration du handicap                                                                                          | Jordi Xuclà                            | PDeCAT     |             | Gérone                 |
| Commissions permanentes non législatives |                                        |            |             |                        |
| Commission du Règlement | Ana Pastor                             | PP         |             | Pontevedra             |
| Commission du Statut des députés | Leopoldo Barreda                       | PP         |             | Biscaye                |
| Commission du Statut des députés | Álvaro Nadal (10/09/2018)              | PP         | Madrid      |                        |
| Commission des Pétitions | Pilar Rojo                             | PP         |             | Pontevedra             |
| Commission des Pétitions | Jorge Fernández Díaz (16/11/2016)      | PP         | Barcelone   |                        |
| Commission du Contrôle des crédits destinés aux secrets d'État                                                                                    | Ana Pastor                             | PP         |             | Pontevedra             |
| Commission consultative des Nominations | Ana Pastor                             | PP         |             | Pontevedra             |
| Commission de Suivi et d'Évaluation des accords du pacte de Tolède                                                                                | Celia Villalobos                       | PP         |             | Malaga                 |
| Commission de la Sécurité routière et des Déplacements durables                                                                                   | Teófilo de Luis Rodríguez              | PP         |             | Madrid                 |
| Commission des Droits de l'enfant et de l'adolescent                                                                                              | María del Mar García                   | Podemos    |             | Barcelone              |
| Commission chargée des réformes institutionnelles et légales pour la qualité démocratique et contre la corruption                                 | Toni Cantó                             | Ciudadanos |             | Valence                |
| Commission de Suivi et d'Évaluation du pacte contre la violence de genre (18 avril 2018)                                                          | Pilar Cancela                          | PSOE       |             | La Corogne             |
| Commissions non-permanentes |                                        |            |             |                        |
| Commission pour l'Évaluation et la modernisation de l'État autonomique (15 novembre 2017)                                                         | José Enrique Serrano                   | PSOE       |             | Madrid                 |
| Commission pour l'Étude du modèle policier du XXIe siècle (18 avril 2018)                                                                         | Jaime Mateu Istúriz                    | PP         |             | Burgos                 |
| Commissions d'enquêtes |                                        |            |             |                        |
| Commission sur l'usage partisan des moyens du ministère de l'Intérieur (9 mars 2017)                                                              | Mikel Legarda                          | PNV        |             | Alava                  |
| Commission sur la crise financière espagnole et le plan d'aide (11 mai 2017)                                                                      | Ana Oramas                             | CC         |             | Santa Cruz de Tenerife |
| Commission sur le présumé financement illégal du PP (11 mai 2017)                                                                                 | Pedro Quevedo                          | NC         |             | Las Palmas             |
| Commission sur l'accident du vol 5022 Spanair (18 avril 2018)                                                                                     | Meri Pita                              | Podemos    |             | Las Palmas             |
| Commission sur le déraillement du train Alvia 151 (18 avril 2018)                                                                                 | Feliu Guillaumes                       | PDeCAT     |             | Barcelone              |

### Sénat
| Commission | Président                              | Parti | Parti      | Circonscription        |
| --- | -------------------------------------- | ----- | ---------- | ---------------------- |
| Commissions permanentes législatives                                                                                            |                                        |       |            |                        |
| Commission constitutionnelle | Juan José Lucas                        | PP    |            | Castille-et-León       |
| Commission des Affaires étrangères                                                                                              | José Ignacio Landaluce                 | PP    |            | Cadix                  |
| Commission de la Justice | Manuel Altava                          | PP    |            | Castellón              |
| Commission de l'Intérieur | Sebastián González                     | PP    |            | Ávila                  |
| Commission de l'Intérieur | Antonio Sanz (12/09/2018)              | PP    | Andalousie |                        |
| Commission de l'Intérieur | José Luis Sanz Ruiz (30/10/2018)       | PP    | Séville    |                        |
| Commission de la Défense | Gabino Puche                           | PP    |            | Jaén                   |
| Commission de l'Économie, de l'Industrie et de la Compétitivité Commission de l'Économie et des Entreprises (28 juin 2018)      | Luisa Fernanda Rudi                    | PP    |            | Aragon                 |
| Commission des Finances et de la Fonction publique Commission des Finances (28 juin 2018)                                       | José Luis Sanz Ruiz                    | PP    |            | Séville                |
| Commission des Finances et de la Fonction publique Commission des Finances (28 juin 2018)                                       | José Cruz Pérez Lapazarán (12/09/2018) | PP    | Navarre    |                        |
| Commission des Budgets | José Montilla                          | PSC   |            | Catalogne              |
| Commission de l'Équipement | José Crespo                            | PP    |            | Pontevedra             |
| Commission de l'Éducation et des Sports Commission de l'Éducation et de la Formation professionnelle (28 juin 2018)             | Beatríz Jurado                         | PP    |            | Cordoue                |
| Commission de l'Éducation et des Sports Commission de l'Éducation et de la Formation professionnelle (28 juin 2018)             | Marta Torrado (24/10/2018)             | PP    | Valence    |                        |
| Commission de l'Emploi et de la Sécurité sociale Commission du Travail, des Migrations et de la Sécurité sociale (28 juin 2018) | Octavio López                          | PP    |            | Saragosse              |
| Commission de l'Énergie, du Tourisme et du Numérique Commission de l'Industrie, du Tourisme et du Commerce (28 juin 2018)       | Fernando Carlos Rodríguez              | PP    |            | Galice                 |
| Commission de l'Agriculture, de la Pêche et de l'Alimentation                                                                   | José Luis Torres Colomer               | PP    |            | La Corogne             |
| Commission de la Santé et des Services sociaux Commission de la Santé, de la Consommation et du Bien-être social (28 juin 2018) | Carmen de Aragón                       | PP    |            | Ávila                  |
| Commission de la Coopération internationale pour le développement                                                               | Alberto Fabra                          | PP    |            | Communauté valencienne |
| Commission de la Culture Commission de la Culture et des Sports (28 juin 2018)                                                  | Alberto Gutiérrez                      | PP    |            | Valladolid             |
| Commission de l'Égalité | Susana Camarero                        | PP    |            | Valence                |
| Commission des Entités locales                                                                                                  | José Ramón Bauzà                       | PP    |            | Iles Baléares          |
| Commission des Entités locales                                                                                                  | Ángeles Muñoz Uriol (19/02/2019)       | PP    | Malaga     |                        |
| Commission de l'Environnement et du Changement climatique Commission de la Transition écologique (28 juin 2018)                 | Ana Mariño                             | PP    |            | Communauté de Madrid   |
| Commission de l'Environnement et du Changement climatique Commission de la Transition écologique (28 juin 2018)                 | Jesús Labrador Encinas (19/10/2017)    | PP    | Tolède     |                        |
| Commission pour les Politiques d'intégration du handicap                                                                        | Fernando Goñi                          | PP    |            | Asturies               |
| Commission des Droits de la famille, de l'enfance et de l'adolescence                                                           | Carmen Pobo Sánchez                    | PP    |            | Teruel                 |
| Commission de la Science, de l'Innovation et de l'Enseignement supérieur (11 septembre 2018)                                    | José Manuel Barreiro                   | PP    |            | Lugo                   |
| Commission de la Fonction publique (11 septembre 2018)                                                                          | Rosa Vindel                            | PP    |            | Madrid                 |
| Commissions permanentes non législatives                                                                                        |                                        |       |            |                        |
| Commission du Règlement | Pío García-Escudero                    | PP    |            | Madrid                 |
| Commission des Incompatibilités                                                                                                 | Juan Manuel Moreno                     | PP    |            | Andalousie             |
| Commission des Incompatibilités                                                                                                 | Dolores López Gabarro (22/11/2017)     | PP    | Huelva     |                        |
| Commission des Incompatibilités                                                                                                 | Eugenio Gonzálvez (06/02/2019)         | PP    | Almería    |                        |
| Commission des Réclamations | Paloma Sanz                            | PP    |            | Ségovie                |
| Commission des Pétitions | Dámaso López Rodríguez                 | PP    |            | Lugo                   |
| Commission des Affaires latino-américaines                                                                                      | Gonzalo Robles Orozco                  | PP    |            | Salamanque             |
| Commission des Nominations | Pío García-Escudero                    | PP    |            | Madrid                 |
| Commission générale des Communautés autonomes                                                                                   | Juan José Imbroda                      | PP    |            | Melilla                |
| Commissions spéciales |                                        |       |            |                        |
| Commission sur l'évolution démographique de l'Espagne                                                                           | Ignacio Cosidó                         | PP    |            | Castille-et-León       |
| Commission sur l'évolution démographique de l'Espagne                                                                           | Mar Angulo (11/09/2018)                | PP    | Soria      |                        |
| Commission sur le Suivi et l'Évaluation des accords du pacte d'État contre la violence de genre                                 | Carmen Leyte                           | PP    |            | Ourense                |
| Commissions d'investigations |                                        |       |            |                        |
| Commission sur le financement des partis politiques (6 juin 2017)                                                               | Rosa Vindel                            | PP    |            | Madrid                 |
| Commission sur l'élaboration et la titularité de la thèse signée par Pedro Sánchez (4 décembre 2018)                            | Ovidio Sánchez Díaz                    | PP    |            | Asturies               |

### Conjointes
| Commission                                                                | Président                           | Parti | Parti     | Circonscription | Chambre |
| ------------------------------------------------------------------------- | ----------------------------------- | ----- | --------- | --------------- | ------- |
| Commissions permanentes                                                   |                                     |       |           |                 |         |
| Commission pour les Relations avec le Tribunal des comptes                | Eloy Suárez Lamata                  | PP    |           | Saragosse       | Congrès |
| Commission pour l'Union européenne                                        | Soraya Rodríguez                    | PSOE  |           | Valladolid      | Congrès |
| Commission pour les Relations avec le Défenseur du peuple                 | Joseba Agirretxea                   | PNV   |           | Guipuscoa       | Congrès |
| Commission du Contrôle parlementaire de RTVE                              | Emilio del Río Sanz                 | PP    |           | La Rioja        | Congrès |
| Commission du Contrôle parlementaire de RTVE                              | José Ignacio Echániz (28/09/2017)   | PP    | Madrid    |                 | Congrès |
| Commission du Contrôle parlementaire de RTVE                              | Antonio González Terol (20/03/2018) | PP    | Madrid    |                 | Congrès |
| Commission du Contrôle parlementaire de RTVE                              | Jordi Roca Mas (25/09/2018)         | PP    | Tarragone |                 | Congrès |
| Commission pour la Sécurité nationale                                     | José Manuel García-Margallo         | PP    |           | Alicante        | Congrès |
| Commission pour le Problème des drogues                                   | Carmen Quintanilla                  | PP    |           | Ciudad Real     | Congrès |
| Commissions non-permanentes                                               |                                     |       |           |                 |         |
| Commission pour la Coordination et le Suivi de la stratégie nationale ODS | José Antonio Rubio Mielgo           | PP    |           | Palencia        | Sénat   |

### Commissions d'enquêtes
Fernández Díaz
Le 9 mars 2017, est constituée une commission d'enquête sur l'usage à des fin partisanes des moyens du ministère de l'Intérieur par Jorge Fernández Díaz alors titulaire du portefeuille à la suite de la révélation de conversations entre lui et le chef de l'agence anticorruption catalane visant à faire éclater des scandales pour corruption vis-à-vis de personnes politiques catalanes indépendantistes. Ses travaux, d'une durée de trois mois, ont été demandés par l'ensemble des groupes parlementaires à l'exception du PP. Il s'agit de la première commission d'enquête depuis celle relative aux attentas de Madrid en 2004 et la vingtième depuis le retour de la démocratie. Mikel Legarda, membre du PNV prend la présidence de la commission composée de treize membres. La commission est dissoute le 31 juillet suivant à la suite de la publication de son rapport. Celui-ci, adopté en séance publique le 21 septembre reconnait que le ministre a mis en place une « police politique » dans le but d'attaquer ses adversaires politiques.
Crise financière espagnole et plan d'aide
Le 11 mai 2017, est constituée une commission d'enquête sur la crise financière espagnole et le plan d'aide aux banques approuvé par le gouvernement lors de la mandature précédente. Ana Oramas, députée nationaliste canarienne est élue présidente de la commission par 237 voix favorables contre 32 voix à Ignacio Prendes et 81 abstentions.
Financement présumé illégal du PP
Le 11 mai 2017, est constituée une deuxième commission d'enquête relative au financement présumé illégal du Parti populaire. Pedro Quevedo, député nationaliste canarien est élu président de la commission par 218 voix favorables contre 67 voix à Txema Guijarro et 46 abstentions. Il s'agit de la première fois de la période démocratique que plusieurs commissions d'enquêtes fonctionnent en même temps.
Le premier auditionné est Luis Bárcenas ; il invoque son droit de garder le silence face aux interpellations des parlementaires du fait que des procédures judiciaires sont ouvertes à son encontre.

## Députations permanentes

### Congrès des députés
Le bureau du Congrès des députés décide le 9 août 2016 que la députation permanente est composée par 64 membres réunis sous la présidence d'Ana Pastor. Elle est officiellement constituée le 18 août 2016.

### Sénat
La députation permanente du Sénat est composée de 35 membres réunis sous la présidence de Pío García-Escudero, président de la Chambre haute. Elle est constituée le 25 octobre 2016.